# Chiropsalmus quadrumanus
Chiropsalmus quadrumanus är en nässeldjursart som först beskrevs av F. Müller 1859.  Chiropsalmus quadrumanus ingår i släktet Chiropsalmus och familjen Chiropsalmidae. Inga underarter finns listade i Catalogue of Life.